# Roxana Webb
Roxana Carolina Webb de Quiñonez (San Salvador, 29 de mayo de 1984), más conocida como Roxana Webb, es una periodista salvadoreña.
Se graduó de la carrera de Licenciatura en Ciencias de la Comunicación de la Universidad Centroamericana José Simeón Cañas (UCA). Fue presentadora de la emisión estelar de Noticiero Hechos de canal 12. Fue galardonada con el premio "Micrófono Dorado" como comunicadora destacada del año 2014 por la Asociación de Periodistas Independientes de El Salvador, ASPIES. También, fue reconocida por Instituto Salvadoreño para el Desarrollo de la Mujer ISDEMU con el premio "El tiempo de las mariposas" por el compromiso en la difusión y defensa del derecho de las mujeres a una vida libre de violencia. Asimismo, la Asociación Construyendo un Futuro Mejor, COFUM, le entregó un premio por su destacada labor al servicio de La información.

## Carrera en los medios
Roxana Webb inició su carrera en el año 2002 en Radio ABC. En el año 2004 se une como presentadora de noticias en Teleprensa, canal 33. Durante sus 7 años en ese medio fungió como editora y presentadora de noticias internacionales y también conductora de la emisión estelar. 
Entre el 2011 al 2015 trabajó en la radio adulto joven 102nueve, medio en el que fue conductora del programa "La Media Mañana".
Presentó el Noticiero Hechos AM de canal 12 durante 2 años, donde tuvo la oportunidad de entrevistar a muchos de los protagonistas de la vida política salvadoreña, así como personalidades de la región centroamericana. También fue conductora del programa "Buenos días" de Radio Sonora 104.5 f.m. 
Durante casi 12 años fue conductora de la emisión estelar de Noticiero Hechos. Actualmente, Roxana Webb es conductora del programa semanal Al Sur de la Frontera, un espacio dedicado a la migración.
Ha sido maestra de ceremonia y moderadora de eventos.

## Otros estudios
Roxana Webb cuenta con un diplomado sobre periodismo en zonas de conflicto. Lo realizó en Israel y es que desde sus inicios en los medios ya era una asidua estudiosa del conflicto entre Israel y Palestina. Produjo varios reportajes desde esa zona del Medio Oriente.

## Labor humanitaria
Roxana Webb fue embajadora de UNICEF como vocera en campañas en pro de la niñez salvadoreña. También, fue nombrada vocera por la niñez por la Procuraduría general de la República.